# Turnera oblongifolia
Turnera oblongifolia är en passionsblomsväxtart som beskrevs av Jacques Cambessèdes. Turnera oblongifolia ingår i släktet Turnera och familjen passionsblomsväxter. Utöver nominatformen finns också underarten T. o. goyazensis.